# Neonelsonia
Neonelsonia là chi thực vật có hoa trong họ Apiaceae.